# Mas Blau (metropolitana di Barcellona)
Mas Blau è una stazione della Linea 9 Sud della metropolitana di Barcellona entrata in servizio il 12 febbraio 2016.
La stazione serve l'area industriale Mas Blau II del comune di El Prat de Llobregat ed è situata in Carrer Alta Rigaborça. I marciapiedi di accesso hanno una lunghezza di 100 metri e sono raggiungibili con scale mobili e ascensori per persone a capacità motoria ridotta.
Secondo le previsioni iniziali, la stazione avrebbe dovuto entrare in servizio nel 2007 ma ritardi realizzativi e problemi economici ne hanno posticipato l'inaugurazione al 2016, con il resto della tratta sud della Linea 9.

## Accessi
- Carrer Alta Rigaborça